# Sociedade Antiesclavagista Americana

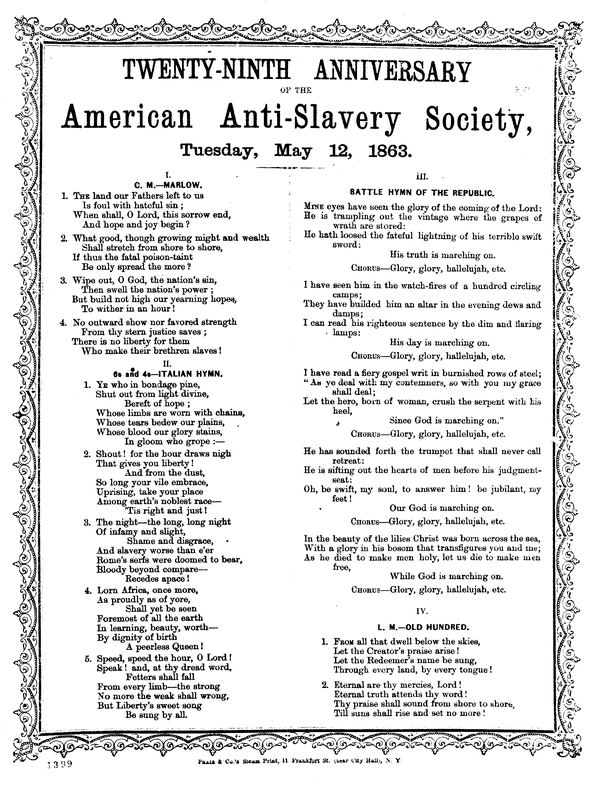
Programa para o vigésimo-nono aniversário da Anti-Slavery Society.

A Sociedade Antiesclavagista Americana (em inglês:  American Anti-Slavery Society) foi uma sociedade abolicionista fundada em 1833 e dissolvida em 1870.

## História
A Sociedade foi fundada em Filadélfia, em 1833, por William Lloyd Garrison e Arthur Tappan. O seu crescimento foi rápido: em 1835, tinha delegações em 400 localidades e, em 1838, em 1350; aproximando-se das 2000 em 1840. No final da década reunia já entre 150 000 e 250 000 membros., incluindo ex-escravos como Frederick Douglass, uma personalidade chave na sociedade e, frequentemente, orador nas suas reuniões, ou William Wells Brown. Outros membros destacados foram Theodore Dwight Weld, Lewis Tappan, Lydia Child, Maria Weston Chapman, Henry Highland Garnet, Samuel Cornish, James Forten, Charles Lenox Remond, Robert Purvis e Wendell Phillips.
Em 1839, a associação dividiu-se por desacordos sobre as estratégias a seguir. Um grupo, encabeçado por Williamn Lloyd Garrison, denunciava a Constituição dos Estados Unidos da América porque tolerava a escravatura e propunha a criação de um novo Estado abolicionista. Outros, como James Birney, Arthur Tappan, o seu irmão Lewis Tappan e Theodore Weld consideravam esta postura demasiado radical. Defendiam que a abolição da escravatura deveria fazer-se de forma gradual, por meios legais e através da pressão religiosa e política. Um motivo adicional de desacordo foi o papel da mulher no movimento abolicionista. Enquanto Garrison advogava partilhar com elas a responsabilidade da organização, outros antiesclavagistas consideravam que as mulheres eram inferiores aos homens. Fruto de todas estas tensões, James Birney separou-se e constituiu em 1839 o Partido da Liberdade (Liberty Party), que foi o primeiro partido antiesclavagista dos Estados Unidos. Os irmãos Tappan, por seu lado, fundaram em 1840 a Sociedade Antiesclavagista American e Estrangeira (American and Foreign Anti-Slavery Society), fechada à participação de mulheres.
Ao longo da sua vida, a Sociedade actuou de múltiplas formas: promoveu encontros, publicou jornais e distribuiu propaganda, enviou oradores para promover os ideais abolicionistas e dirigiu petições ao Congresso solicitando a supressão da escravatura. Estas actividades suscitaram muitas vezes a oposição violenta de grupos que atacavam os oradores e queimavam textos e tipografias. Contou por outro lado com o apoio de associações como a Sociedade Antiesclavagista Feminina de Boston (Boston Female Anti-Slavery Society).
Acabada a Guerra Civil em 1865, introduziu-se na Constituição a décima terceira emenda, que provocou o fim da escravatura no país. Nesse ano produziu-se um novo debate sobre o destino da Sociedade. William Lloyd Garrison considerava que, alcançados os seus objectivos, deveria dissolver-se; Wendell Phillips afirmava que não deveria ser assim enquanto não se garantisse a plena igualdade entre negros e brancos. O conflito terminou com o abandono da organização por parte de Garrison e a nomeação de Wendell Phillips como novo presidente.
A Sociedade Antiesclavagista Americana foi dissolvida definitivamente em 1870, após a ratificação da décima quinta emenda, que proibia a discriminação por raça, cor ou condição anterior de servidão no exercício do direito de sufrágio.